# Kienesa w Wilnie

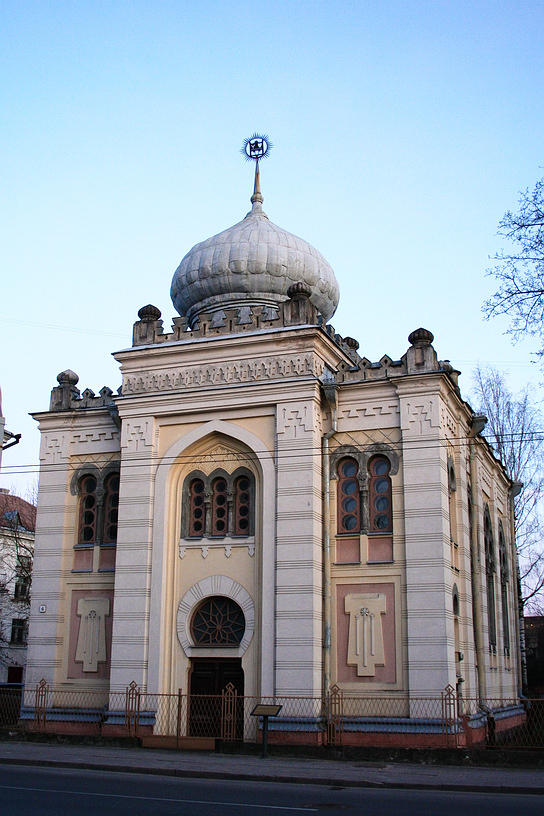
Kienesa w Wilnie

Kienesa w Wilnie – kienesa karaimska znajdująca się w Wilnie przy ulicy Liubarto 6 w dzielnicy Zwierzyniec.
Kienesa została zbudowana w latach 1913–1922 dla licznej wówczas gminy karaimskiej w Wilnie, według projektu rosyjskiego architekta Michaiła Prozorowa na terenie, na którym wcześniej znajdowała się drewniana kienesa. Według niektórych opinii architektura kienesy wzorowana była na Pawilonie Królewskim w Brighton w Wielkiej Brytanii (architekt John Nash, 1815–1821). Lata I wojny światowej zahamowały budowę. Uroczysta konsekracja kienesy w Wilnie i jej otwarcie odbyło się 9 września 1923 roku. Dokonał tego hazzan Feliks Malecki, który pełnił obowiązki zwierzchnika wspólnoty religijnej Karaimów wileńskich. Po zakończeniu II wojny światowej, w 1949 roku na polecenie ówczesnych władz miejskich kienesa została zamknięta. W 1989 roku została odzyskana przez odradzającą się gminę karaimską. Uroczyste nabożeństwo z udziałem hazzana Michała Firkowicza odbyło się 9 marca 1989 roku. Jednak wiele sprzętów z dawnego wyposażenia zaginęło. Pozłacany ołtarz z cyprysowego drzewa znikł. Zniknęły też perskie dywany, analoje (stoliki dla modlitewników i innych przedmiotów), zasłony ołtarza, świeczniki ołtarzowe i boczne, dwa żyrandole, drewniane ławy. Wiszące dziś świeczniki zostały podarowane przez halickich Karaimów. Zdążono zdjąć je przed zburzeniem ich kienesy.
Kienesa została zbudowana na planie prostokąta w stylu mauretańskim z kopułą wieńczącą fasadę. Jest jednym z najciekawszych budynków w Wilnie. Wnętrze jest podzielone na trzy części, główną wielką salę modlitewną dla mężczyzn, galerię dla kobiet oraz przedsionek. Przy południowej ścianie znajduje się echał.